# Houpací koně
Houpací koně byla hudební rocková skupina pocházející z Ústí nad Labem. Vznikla v roce 1991. Skupinu založili Jiří Imlauf a David Šíma (kytary, zpěv – ex-Skleněná cibule), Jan Brambůrek (baskytara, zpěv – ex-Jak jste krásní, Caries), Šimon Holešta (bicí, ex-Invalidní důchod,) a Romana Doležalová (zpěv, ex-Caries). Společně s punkovou kapelou Houba a pop-rockovými UDG patří mezi nejvýraznější představitele ústecké hudební scény. V létě 2021 kapela oznámila ukončení činnosti.

## Historie

### Vysoký nebe a nízký touhy (1991–1995)
Premiéru měli v únoru 1991 na společném koncertu s teplickou punkovou skupinou Šanov 1 v ústeckém Národním domě.
Skupina se stala součástí scény kolem ústeckých rockových klubů U-klub (1991–1992), Tukan (1992–1993) a Zeppelin (1993–1995). Zároveň brázdila kluby, vznikající v éře neomezených možností první poloviny 90. let po celé České republice. Díky Fredovi Pištěkovi a manažeru Petru Růžičkovi hrávali se zahraničními skupinami, které vozil do České republiky (7 Kevins, Oatley Tap). V roce 1993 se manažerem Houpacích koní nakrátko stal Marek Taclík.
Zvuk skupiny byl v těch letech nejčastěji přirovnáván k Pixies nebo Sonic Youth. Pro toto období je typické střídání českých a anglických textů (o které se dělili především Imlauf a Brambůrek: v prvních letech zhudebnili i několik textů Pavla Brycze). Tato éra je zaznamenána na několika demokazetách, z nichž Question Mark (1994) se stala základem prvních dvou alb.
Pozvolna se proměňovala sestava skupiny. Důležitou změnou byl příchod bubeníka ústeckých Caterpillar a Stories Jana Strnada, který se posléze uplatnil i autorsky. Houpací koně, zredukování na trio, se v říjnu 1995 vydali do studia Past v Hradci Králové, aby zde natočili své první album.

### Houpací koně, Záříjen a zájezdy do Holandska (1995–1999)
Nakonec zde mezi říjnem 1995 a dubnem 1996 nahráli materiál na dvě alba, vydaná s ročním odstupem „Původně měly obě desky vyjít jako dvojalbum a rozdělením ten materiál dost utrpěl“ (Brambůrek v knize rozhovorů J. Balvína Skryté vrstvy, 2007). Přesto se obě desky dočkaly přívětivých recenzí v dobových hudebních časopisech (Rock & Pop, Report, Big Bang). V těchto letech Houpací koně často vystupují s libereckou skupinou Freak Parade.
Nový repertoár (Imlauf: „snad to nejtvrdší a nejnestravitelnější, co jsme kdy hráli“) byl zaznamenán v dubnu 1997 na demu Teď leť. Poté se v Houpacích koních objevil David Pomahač z mostecké skupiny Bez peří. V lednu 1997 spolu obě skupiny absolvovaly několik koncertů na Moravě, čímž vznikl základ pozdějšího „dvoj- až trojdomku“. Pomahač se stal baskytaristou Houpacích koní (Brambůrek se přesunul ke klávesám). Tato sestava je zaznamenána demokazetě Alabastr Pizza (leden 1998), první, na které dominují české texty.
Díky společnému koncertu se skupinou Wild Pumpkins At Midnight Houpací koně absolvovali dvě turné v Holandsku (březen 1998, duben 1999). Ty organizoval Dan Tuffy, který se měl ujmout i produkce třetí „holandské“ desky. V mezičase se hudba skupiny proměňovala pod vlivem impulsů, které přinášel konec tisíciletí (Imlauf v roce 2003: „učili jsme se hrát míň nahlas, zjistili, že tzv. taneční hudba a kytary se mohou snášet a tak dále“) Ty ale zároveň přinášely rozpory stran dalšího směřování, které vyústily v srpnu 1999 v Brambůrkův odchod (v dalších letech hrál ve skupinách Rose Means Rose, Betaverze, pořádal freetek parties a začíná se více věnovat nahrávání a produkci. Od roku 2000 působí stále častěji v zahraničí a v roce 2006 přesidluje natrvalo do Stuttgartu). Z třetího alba, které se mělo natáčet v Holandsku, sešlo.

### Labutí písně (1999–2002)
Skupina zůstala v triu a začala pravidelně hrát společné koncerty s Bez peří (Jan Strnad bubnoval s oběma kapelami). 29. ledna 2001 oslavila v Národním domě v Ústí nad Labem 10 let existence. Pozvolna obměňovala repertoár a čelila úbytku návštěvníků koncertů. Toto období je zaznamenáno na demonahrávce Labutí písně.
23. února 2002 přichází Míla Kolenatý, tehdy člen ústecké skupiny Schwarze Aussig a „akustický kytarista, kavárenský šansoniér, angličtinář – melancholik, milovník Tindersticks a silných cigaret“ (Imlauf 2003). Schwarze Aussig se stali třetím vrcholem koncertního trojúhelníku (Strnad pak začal bubnovat i s nimi) a nový kytarista Houpacích koní se stal potřebným impulsem k překonání hluchého období.

### „Paříž – Ústí, Vídeň – Most“: éra trojdomku, desky u Guerilla Records (2002–2009)
V té době se bezprizorná skupina upsala lounskému labelu Guerilla Records, s jejímž šéfem Vladimírem Drápalem se znala už z dřívějších let. “Kdo ví, co by bylo, kdyby se tenkrát neozvala Guerilla” (Imlauf 2010). Album Písně z bistra, “povodňová deska”, vznikalo v září 2002 – březnu 2003 ve studiu jáMOR Ondřeje Ježka. Zaznamenává z větší poloviny materiál z poslední fáze s Brambůrkem a poprvé nabízí silné téma pozdějších alb, které se pro skupinu stalo trademarkem – fascinaci geniem loci domovského Ústí nad Labem.
Éra „trojdomku“ trvala do 25. 2. 2006, kdy Schwarze Aussig odehráli v baru Činoherního studia poslední koncert. Odumřela i spolupráce s Bez peří, kteří se v září 2009 „přepnuli do spánkového režimu“ a v lednu 2010 se na jejich bandzone profilu objevilo „S BP je konec a nikdo nelituje, protože se dějí věci jiné“.
Na Písně z bistra navázalo první live album Haiku, natočené 19. října 2004 v Národním domě v Ústí a vydané na jaře následujícího roku. Na ni navázalo album Tiché dni na Klíši, natočené v listopadu 2005 až březnu 2006 v jáMORu a pokřtěné 24. března 2006 v Činoherním klubu v Ústí nad Labem.
Tuto éru uzavírá singl Lifboy/Místní bohém. Je to poslední nahrávka s Davidem K. Pomahačem, který na začátku roku 2007 odešel, následně rozpustil i Bez peří a založil projekt Kieslowski.

### Mumie a Tajné studio: Hotel Palace a Everest (2009–2013)
Na jeho místo nastoupil v červnu 2007 Martin Palaščák z ústecké grungeové skupiny Zen (dema Eye Catching (1999) a Zenith (2001)).
Začátek této etapy je ve znamení singlu Helium/Město piják. Měl se natáčet v říjnu 2007 v kině ústeckého Experimentálního prostoru Mumie, která se stala ve druhé půli desetiletí nejinspirativnějším kulturním prostorem ve městě (a pro HK nejpozději od jara 2009 zkušebnou a přirozenou základnou). Nakonec byl natočen ve studiu Ondřeje Ježka jáMOR a skupina ho nabídla ke stažení v říjnu 2008.
Sumář dění v roce 2009: „děláme dál a dál na novejch věcech, poslední se jmenujou V noci a Takhle to mám – letos do studia – hádáme se – máme se rádi – pijeme – nepijeme – chodíme do kina – Ústí je teď studený – Mumie zahřeje.” Tenkou červenou čáru za minulostí udělala kompilace Koňské síly, „archeologie přítomnosti“ a pozdní sběr ze starých demokazet a bootlegů na 2 CD, na jehož vzniku pracovali publicisté Radek Diestler a Radek Strnad. Po nich Houpací koně opustili stáj Guerilla Records.
O rok později v produkci Jana Brambůrka a Ondřeje Švandrlíka (Nauzea Orchestra) natočili v Mumii album Hotel Palace. Brambůrek už v té době působil jako zvukař v Palladium Theater Stuttgart a současně jako nezávislý studiový engineer a producent (www.spaceysound.com).
Album vyšlo jako CD a zároveň volně ke stažení 28. 10. 2010 na vlastní značce Yannick South.
Koncem roku 2013 vychází Hotel Palace Special Edition i se dvěma outtaky z Hotelu Palace, písní Ruce Barmanek a novou verzí písně Helium.
Píseň Málo ze stejnojmenného alba přepracoval Bonus na své album Náměstí míru (track Jak málo nám stačilo). Skupina se kromě pravidelného klubového hraní objevuje na velkých letních festivalech (Open Air Panenský Týnec, Colours Of Ostrava).
Na začátku roku 2013 se Houpací koně ohlásili společným sedmipalcovým vinylem se spřízněnými Please The Trees: nahrávku Desire City, ”ústeckou” (ve všech myslitelných významech toho slova) stranu singlu doplnil klip, druhý plod spolupráce se sdružením Ideamakers. Tím prvním bylo video k písni Vypučený byty z Hotelu Palace.
Nahrávka byla předzvěstí nového alba Everest, které vyšlo 13. listopadu 2013. Deska měla být původně stejně jako její předchůdce nahrána opět v Mumii, z různých důvodů se ale tento plán jevil jako neproveditelný. Nakonec se nahrávalo na okraji ústecké čtvrti Předlice v neplánovaně vzniklém prostoru, ze kterého se spontánně zrodilo naprosto nové Tajné studio (www.tajnystudio.cz). Album opět produkoval Jan Brambůrek, a dočkalo se – krom značné mediální odezvy – i nominací na hudební ceny Vinyla, Apollo a Anděl. V případě té druhé se skupina rozhodla případnou finanční výhru, kterou předává Ochranný svaz autorský, odmítnout z důvodu nesouhlasu se způsobem, kterým jsou autorská práva v České republice ošetřena. Otevřený dopis vyvolal značnou odezvu.
Zároveň s vydáním Everestu kapela spolu s Brambůrkem legalizuje a rozšiřuje původně virtuální label Yannick South na regulérní vydavatelství s vlastním studiem, e-shopem, distribucí a agenturou, mimo jiné i s cílem pomáhat zajímavým projektům mimo zájem oficiálních médií.

### Čas po Bowiem, po Mumii a Desolation Peak (2013–2018)
Důležitým mezníkem v historii je také konec Experimentálního prostoru Mumie, který byl s Houpacími koňmi neodmyslitelně spjatý, ať už jako místo, kde nahráli Hotel Palace, nebo jako domovská zkušebna (konci tohoto podniku je věnovaná skladba Účet). Od té doby kapela naplno přesidluje do Tajného studia, které se stává její zkušebnou i zázemím. V roce 2015 Houpací koně spolupracují nejen s tradičním producentem Honzou Brambůrkem, ale také s Tomášem Havlenem. Výsledkem této kooperace je vydání dvojsinglu Suez / 50:50.
Nedlouho po vydání nahrávky opouští sestavu dlouholetý kytarista Míla Kolenatý, kterého nahrazuje ústecký hudebník Pavel Nepivoda (známý především z úspěšného Beatles revivalu The Boom). Premiéra v novém obsazení proběhla v dubnu 2016 v ústeckém multikulturním prostoru Hraničář. Souběžně se změnou na postu kytaristy začíná příprava nové desky Kde jste mý přátelé dneska v noci, která vychází v listopadu 2016. Přesně po dvou letech rozšiřuje kapela svoji diskografii osmým zářezem v podobě alba Desolation Peak, které je věnováno památce Jacka Kerouacka. Během turné se ke kapela připojila zpěvačka Viktorie Marksová, která se poté stala oficiálně novým členem kapely.

### Soulkostel, třicet let kapely a konec? (2018-2021)
V březnu 2020 Houpací koně vydali živý akustický koncert, který byl nahrán v listopadu 2019 v odsvěceném kostele ve Vernéřovicích známém jako Soulkostel. Kromě klasické audio verze byl koncert i nasnímán kamerami a videozáznam vyšel bylo možné zhlédnout na stránkách kapely. Rok 2021, který byl v historii kapely třicátý v pořadí, přinesl nejdříve videoklip k poslednímu singlu So Long z desky Desolation Peak. Krátce po vydání videoklipu Houpací koně oznámili spolupráci s novým producentem Tomášem Tkáčem (Pris, Něco Něco). Výsledkem byl singl Náhradní území inspirovaný lockdownovou atmosférou. Pro podzim 2021 měla kapela naplánované koncerty k oslavám třiceti let kapely. Na přelomu července a srpna ale zveřejnila prohlášení, že "Houpací koně ve stávající podobě končí, protože je opouští bubeník Jan Strnad a baskytarista Martin Palasčák." Koncerty dohodnuté na srpen a září se zbytek kapely rozhodl odehrát bez nich v osekané akustické sestavě. "Potom necháme Houpací koně spát, buď napořád, nebo je v nějaké jiné sestavě časem obnovíme," oznámila skupina na webu a sociálních sítích. 

### Návrat na pódia (2025)
V pátek 30. května 2025 vystoupili Houpací koně v ústeckém Veřejném sále Hraničář při příležitosti připomenutí deseti let od uzavření Experimentálního prostoru Mumie, se kterým byli Koně úzce spjatí. Nahráli zde desku Hotel Palace a několik let měli v tomto prostoru zkušebnu. Setlist koncertu se skládal pouze z desek, které s Mumií nejvíce souvisely - Hotel Palace a Everest. Tomuto období odpovídala i sestava kapely, která vystoupila ve složení Jirka Imlauf, Jan Strnad, Martin Palasčák a Míla Kolenatý. V září 2025 vystoupí Houpací koně na festivalu Litoměřický kořen, který proběhne jako připomínka 30 let od založení tohoto dnes již nefungujícího festivalu.

### Diskografie

#### Řadová alba, živé nahrávky, rozšířená vydání
- Houpací koně (MN Production 1995)
- Záříjen (MN Production 1996)
- Písně z bistra (Guerilla Records 2003)
- Haiku (Live) (Guerilla Records 2004)
- Tiché dny na Klíši (Guerilla Records 2006)
- Hotel Palace (Yannick South 2010)
- Hotel Palace Special Edition (Yannick South 2013)
- Everest (Yannick South 2013)
- Kde jste mý přátelé dneska v noci (Yannick South 2016)
- Desolation Peak (Yannick South 2018)
- Soulkostel 8 11 2019 (Live) (Delta Dunaje 2020)

#### Singly, samplery, kompilace
- Tamto č. 972 (zvuková příloha časopisu Tamto, Brno, 1997)
- Za pokus to stojí (kompilace severočeských skupin, Softex 1999)
- Liftboy / Místní bohém (SP, vlastním nákladem 2007)
- Helium / Město piják (SP, vlastním nákladem 2008)
- Koňské síly 1991–2007: dema, bootlegy, rarity (2 CD kompilace, Guerilla Records 2009)
- Full Moon Summer School Vol. 1 (15. června 2011)
- Desire City / Not This Way, 7" split s Please The Trees (Yannick South 2013)
- Suez / Padesát na padesát (digital download, Yannick South 2015)
- Účet (digital download, Yannick South 2016)
- Mapa (digital download, Yannick South 2016)
- Mlýny (digital download, Yannick South 2016)
- Hyde (digital download, Yannick South 2018)
- Desolation Peak 8 11 2019 (Live) (digital download, Delta Dunaje 2020)
- Delta Dunaje MMXX (digital download, Delta Dunaje 2020)
- Náhradní území (digital download, Delta Dunaje 2021)